# Campionati europei di ginnastica aerobica 2015
I Campionati europei di ginnastica aerobica 2017 sono stati la 9ª edizione della competizione organizzata dalla Unione Europea di Ginnastica.
Si sono svolti ad Elvas, in Portogallo, dal 6 all'8 novembre 2015.

## Medagliere
| Pos.   | Nazione  | Oro | Argento | Bronzo | Totale |
| ------ | -------- | --- | ------- | ------ | ------ |
| 1      | Romania  | 3   | 1       | 3      | 7      |
| 2      | Russia   | 2   | 1       | 0      | 3      |
| 3      | Spagna   | 2   | 0       | 1      | 3      |
| 4      | Ungheria | 1   | 4       | 2      | 7      |
| 5      | Italia   | 1   | 1       | 2      | 4      |
| 6      | Ucraina  | 0   | 0       | 1      | 1      |
| Totale | Totale   | 9   | 7       | 9      | 25     |

## Podi
| Evento                | Oro                    | Argento       | Bronzo                      |
| Individuale maschile  | Vicente Lli            | Daniel Bali   | Gabriel Bocser              |
| Individuale femminile | Oana Corina Constantin | Dora Hegyi    | Sara Moreno Bianca Gorgovan |
| Coppia mista          | Spagna                 | Italia        | Romania                     |
| Trio                  | Romania                | Russia        | Italia                      |
| Step                  | Russia                 | Ungheria      | Ucraina                     |
| Danza                 | Russia                 | Romania       | Ungheria                    |
| Gruppo                | Italia                 | Ungheria      | Romania                     |
| Squadra               | Ungheria Romania       | Non assegnato | Italia                      |